# Шиковка
Шиковка — село Павловском районе Ульяновской области. Входит в состав Шаховского сельского поселения. 

## География
Находится на расстоянии примерно 18 километров по прямой на восток-юго-восток от районного центра поселка Павловка.

## История
В Списке населённых мест Российской империи, по сведениям за 1862 год, село Шиковка (Шишовка) Хвалынского уезда Саратовской губернии, расположенная при реке Избалык, по правую сторону тракта из города Хвалынска в квартиру второго стана и в Кузнецкий уезд, на расстоянии 50 вёрст от уездного города. В населённом пункте насчитывалось 259 дворов, проживали: 871 мужчина и 895 женщин, имелись: церковь православная и две мельницы.

## Население
Население составляло 660 человека в 2002 году (русские 97%), 658 по переписи 2010 года.
- В селе родился Балдуев Николай Иванович — председатель Павловского райисполкома, в 1983-1990 гг. - первый секретарь Павловского райкома КПСС. В 1992 г. - назначен главой Павловской районной администрации. Занесён в Золотую книгу Почёта Ульяновской области в 2006 году[4].